# Soba (città)
Soba è la capitale di Alodia. E. A. Wallis Budge la identificò con un gruppo di rovine situate vicino al Nilo Azzurro, a 18 km dalla capitale sudanese di Khartoum, dove ci sono le rovine di un antico tempio meroitico che fu poi convertito in una chiesa cristiana. Questo dovrebbe far situare Soba nello stato sudanese di Al Jazira. Ibn Selim el-Aswani descrisse la città a essere molto grande ed economicamente prosperosa, molto probabilmente, in realtà non la visitò mai, e gli scavi archeologici recenti mostrano che invece era un centro di medie dimensioni. Costruita principalmente da mattoni rossi la città abbandonata fu saccheggiata da questo materiale edile per la costruzione della città di Khartoum nel 1821.